# Alpha Boy School
Alpha Boy School je bio glazbeni sastav ska, reggae i 2-ton glazbe iz Bochuma, koji je djelovao od 1999. do 2010., a ostao je najpoznatiji po velikim koncertima na Bochum Total festivalima tijekom svoga djelovanja. Sastav je tijekom svog djelatnog razdoblja izdao 5 studijskih albuma, te po jedan demosnimak Ska is back in Town (2000.) i jedan samostalni singl New England (2006.).

## Diskografija
| Naslov                | Godina izdanja | Vrsta       | Medium    |
| --------------------- | -------------- | ----------- | --------- |
| This DJ Is a Rude Boy | 2008.          | EP          | CD        |
| Perfect Situation     | 2008.          | Album       | CD, Vinil |
| Believe in Yourself   | 2007.          | Kompilacija | CD        |
| New England           | 2006.          | singl       | CD        |
| One in a Million      | 2006.          | Album       | CD, Vinil |
| Alpha Boy School      | 2005.          | Album       | CD, Vinil |
| No Interest           | 2003.          | Album       | CD, Vinil |
| Big Fight             | 2002.          | Album       | CD, Vinil |
| Ska is back in Town   | 2000.          | Demo        | CD        |

## Vanjske poveznice
- Službena stranica
- MySpace-Profil benda